# Литература майя
Литерату́ра ма́йя — письменные источники майя, включающие в себя собственно написанные на майяских языках тексты и тексты на испанском языке (также транслитерация надписей), переведённые с оригиналов первопроходцами из Европы. До нашего времени дошли немногие письменные источники древних юкатанских майя. Мифологические эпические произведения, лирика, военные гимны и песни существовали, но почти не сохранились. Поздний период истории майя отмечен обилием религиозной и эпической литературы, сюжеты которой также часто переплетаются с мифологией.

## Религиозные тексты
Особое место среди всех памятников литературы занимают пророческие тексты, наиболее известными из которых являются книги «Чилам-Балам» (пророчества Балама). Кроме пророчеств в книгах (всего таких восемнадцать) присутствуют важные исторические хроники X—XI веков, в которых описываются странствия племени ица, сведения о медицине, календарные расчёты и многое другое. Такая «энциклопедия народа майя» была способом передачи всех накопленных знаний древних будущим поколениям. Современная псевдонаука часто использует тексты катунов «Чилам-Балама» как доказательство неизбежности конца света и грядущих катаклизмов.
Среди прочих несомненных источников, содержащих пророчества и заклинания майя, особо выделяется сборник «Ритуал Бакабов». Смешение лирики и религиозной литературы наблюдается в книге «Песни из Цитбальче», в котором, помимо текстов ритуальных песен, есть образцы лирических произведений юкатанских майя.

## Драматургия и эпос

### Драма
Драматические произведения майя представлены немногочисленными пересказами и упоминаниями, дошедшими до наших дней в изменённой версии, но некоторые с достаточно точным сюжетом. Один из наиболее ярких памятников позднего периода — «Рабиналь-ачи» — стал известен благодаря французскому исследователю Шарлю Этьену Брассеру де Бурбуру. В 1850 году со слов жителя селения Рабиналь он записал драматическую историю о противостоянии индейцев рабиналь и киче.
Драма начинается с того, что сын Балам-ачи молодой Кече-ачи похищает нескольких человек из племени рабиналь, но отважный Рабиналь-ачи, сын Хобхота, возвращает их и в отместку устраивает амбициозному противнику, решившему подчинить себе племя, продовольственный бойкот: он отменил поставки какао к киче. Не желая мириться с таким положением дел, Кече-ачи похищает Хобхота, спровоцировав Рабиналь-ачи на войну, которая длилась двести шестьдесят дней. В результате войны рабинальцы вызволили старца и похитили Кече-ачи. Хобхот решил пойти на хитрость и усыновить пленника, чтобы склонить его на свою сторону, но Кече-ачи предпочитает умереть, чем предать своё племя. Так Кече-ачи приносят в жертву на алтаре. Во время театрального представления актёр, исполняющий роль Кече-ачи, всегда погибал по-настоящему.

### Эпос

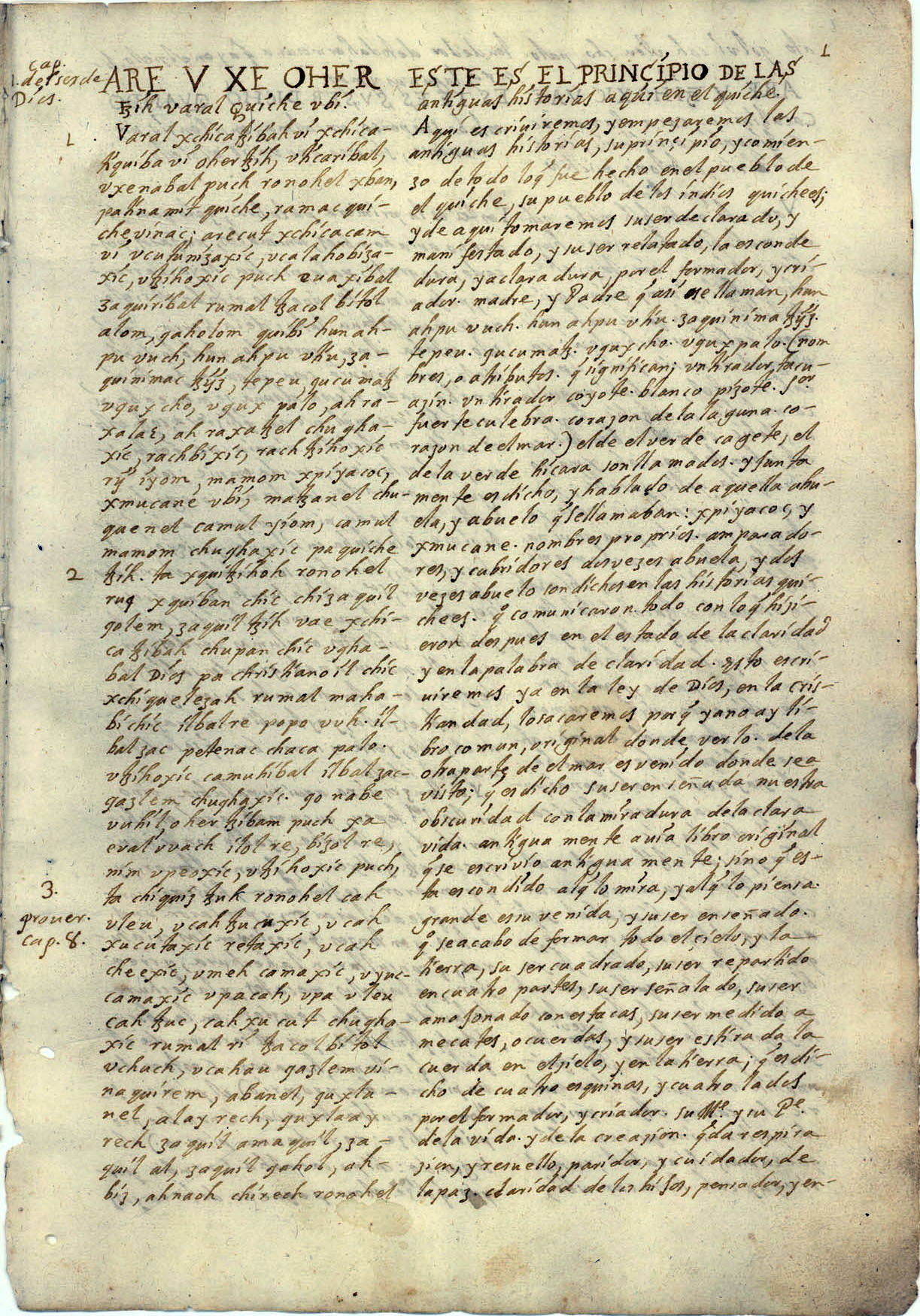
Первая страница манускрипта Пополь-Вух

Самый известный и единственный дошедший до наших дней (не в оригинале) эпос поздних майя «Пополь-Вух» также стал известен благодаря Шарлю Этьену Брассеру де Бурбуру, который в 1855 году обнаружил и опубликовал на французском языке перевод 1734 года монаха-доминиканца Хименеса. Хименес обнаружил её в Санто-Томас-Чувило (Гватемала), где в 1701—1703 он был настоятелем монастыря. Сам оригинал, на который опирался Хименес, предположительно был написан по материалам сказаний в середине XVI века в Санта-Крус-дель-Киче.
Тексты «Пополь-Вуха» разделены по частям, в каждой из которых описывается или воспевается (?) народ киче. Первые исследователи, работавшие с эпосом, заостряли своё внимание на схожесть мифологии христианской с той, что представлена в «Пополь-Вухе». В частности, прослеживалась параллель первых частей эпоса и книги Бытия, где описывается изначальная Вселенная и сотворение мира. Поздние исследования опровергли теорию о связи христианской традиции с мифологией майя, опираясь на сравнительный анализ индейских мифологий.
Первая часть книги «Пополь-Вух» описывает убийство близнецами Хун-Ахпу и Шбаланке чудовища Вукуб-Какиша и его сыновей. Вукуб-Какиш избежал смерти в первый раз во время схватки около топаля, фруктового дерева чудовища, но хитростью братья смогли завершить начатое. Сына Сипакну близнецы убили, обрушив на него пещеру, а Кабаркана — отравили, лишив его силы. Начало второй части рассказывает о Хун-Хун-Ахпу и Вукхуб-Хун-Ахпу, отце и дяде близнецов. Их страсть к игре в мяч была замечена владыками Шибальбы (царства мёртвых), которые пригласили героев на поединок, но вместо игры они обрели смерть. Близнецы Хун-Ахпу и Шбаланке, узнали об этом. Когда владыки Шибальбы пригласили и их, Хун-Ахпу и Шбаланке отправились на приглашение, но прошли все козни, устроенные богами тьмы. После испытаний юноши сами прыгнули в огонь и погибли, но позднее возродились и хитростью убили владык. Те, кто выжил, подчинились близнецам.